# .shs
Filtypen .shs är en OLE Container, det vill säga en exekverbar filtyp (i likhet med exempelvis .exe). Sådana filer kan innehålla så kallade maskar.
Fil som skapas av Microsoft Word och Excel när en användare drar och släpper utvald dokumenttext på skrivbordet. Innehåller en kopia av det markerade innehållet i det ursprungliga dokumentformatet, som används för att kopiera delar av ett dokument för insättning i ett annat dokument.
SHS-filer är särskilda OLE-objekt-filer och kan inte öppnas direkt. De kan bara dras till ett annat öppnat dokument. När SHS-filer skapas, skapas en motsvarande ikon på skrivbordet. Om ikonen tas bort tas urklippsfilen också bort.
SHS-filer gäller för Word 97 och tidigare utgåvor samt Excel 95 och tidigare utgåvor. Den .DLL-fil som hanterar SHS-filer kallas Windows Shell Scrap Object Handler, som lagras i filen shscrap.dll. Observera att denna fil finns endast på Windows XP eller tidigare versioner av Windows. Därför kan SHS-filer inte öppnas på senare versioner av Windows.
OBS: SHS filer har normalt en dold filändelse "SHS.". Var försiktig när du öppnar dem eftersom de är körbara och har varit kända för att innehålla virus.